# Pesadilla
Una pesadilla es un sueño que puede causar una fuerte respuesta emocional, generalmente miedo o terror, aunque también puede provocar sentimientos negativos como angustia, ansiedad y una profunda tristeza. El sueño puede incluir situaciones de peligro, malestar o pánico físico o psicológico. Regularmente las personas que la sufren, se despiertan en estado de angustia, con un impacto emocional en el resto del día y con imposibilidad de volver a dormir por algún tiempo.
Las pesadillas pueden tener causas físicas, ya sea dormir en una posición incómoda o tener una enfermedad como fiebre, o fisiológicas como el estrés o ansiedad e incluso ingestión de drogas y alcohol. Comer antes de dormir, lo que incrementa el metabolismo del cuerpo y la actividad cerebral, es una causa potencial de pesadillas. Si las pesadillas son recurrentes e interfieren en los patrones de sueño y causan insomnio, pueden requerir de ayuda médica.

## Descripción
La pesadilla es una parasomnia relacionada con el sueño REM (abreviación de rapid eye movements; del inglés, movimientos oculares rápidos). El sujeto que duerme tiene un sueño caracterizado por el miedo y la ansiedad que puede llegar a despertarle. Las pesadillas sólo llegan a ser consideradas un trastorno del sueño cuando por su frecuencia e intensidad interfieren con la actividad cotidiana de la persona.
Durante esta fase, la persona permanece inmóvil mientras duerme. Son más frecuentes en la segunda mitad de la noche. También puede presentarse en la fase II del sueño. En este caso es posible que se acompañen de movimientos mioclónicos. No deben confundirse las pesadillas con los terrores nocturnos que aparecen en las fases III y IV del sueño. 
Son más frecuentes entre niños, aunque suelen manifestarse a cualquier edad, y suelen disminuir según avanza la edad. En ocasiones puede presentarse acompañadas de sensación de opresión en el pecho y dificultad para respirar (véase parálisis del sueño).

## Síntomas
Estos sueños pueden ocurrir rara vez o con más frecuencia, incluso varias veces por noche. Estos episodios suelen ser breves, pero hacen que el sujeto despierte angustiado debido a su contenido atemorizante, y volver a dormir le será muy difícil. Este sueño, generalmente, se percibe como vívido y real, es muy perturbador y a menudo se vuelve más inquietante a medida que el sueño se desarrolla. Por lo general, la trama (o contenido) del sueño está relacionada con amenazas a la seguridad o supervivencia, pero puede tener otros temas muy perturbadores.
Algunos síntomas al tener una pesadilla son sensaciones de temor, ansiedad, enojo o tristeza, transpiración, aflicción, imposibilidad de conciliar el sueño y palpitación muy fuerte del corazón. Al despertar de una pesadilla, un sujeto sufre pánico, taquicardia, respiración rápida, sudor, pupilas dilatadas e incluso puede despertarse llorando.
Las pesadillas sólo se consideran una parasomnia si se presentan pesadillas recurrentes, aflicción o discapacidad importante durante el día, como ansiedad o miedo persistente o ansiedad a la hora de dormir por tener una pesadilla, problemas de concentración o memoria, imposibilidad de no dejar de pensar en las imágenes de ese sueño, somnolencia diurna, fatiga o baja energía, problemas para desenvolverse en el trabajo, escuela o situaciones sociales y problemas de comportamiento relacionados con la hora de dormir o el miedo a la oscuridad.
Sólo se requiere ayuda médica si ocurren frecuentemente y continúan a lo largo del tiempo, interrumpen de forma repetida el sueño, causan miedo y ansiedad de volver a dormir por otra pesadilla y causan problemas de conducta durante el día o dificultades para desempeñar.

## Historia
Hasta cerca del siglo XVIII, las pesadillas eran a menudo consideradas obras de monstruos, los cuales se creía que se sentaban sobre el pecho de los durmientes, oprimiéndolo con su peso, lo que originó el nombre de pesadilla (nombre derivado de peso). Varias formas de magia y posesión espiritual también se consideraban sus causas. En la Europa del siglo XIX y hasta bien entrado el siglo XX se creía que las pesadillas eran causadas por problemas digestivos.
Actualmente se sabe que las pesadillas son provocadas por causas fisiológicas, como fiebre elevada, o por causas psicológicas, como un trauma psíquico inusual o estrés en la vida del durmiente. Los movimientos corporales ocasionales en las pesadillas pueden servir para despertar al durmiente, ayudando a evitar la sensación de miedo, que es uno de los componentes de las pesadillas. Generalmente, cuando el individuo despierta tras haber tenido una pesadilla, no vuelve a experimentarla al dormirse nuevamente.

## Causas
A pesar de que se desconoce la causa exacta de las pesadillas, estas son algunos ejemplos de causas o factores que desencadenan pesadillas:
- Estrés y ansiedad

A veces, el estrés común, como problemas en la casa o escuela, pueden desencadenar pesadillas. Otros ejemplos de cambios importantes, como mudanza, la muerte de un ser querido (ya sea un amigo o familiar), un acontecimiento traumático, desencadenan ese mismo efecto. La ansiedad está asociada con un mayor riesgo de tener pesadillas.
- Traumas y traumatismo

Son habituales tras sufrir un accidente o enfermedad grave, abusos sexuales o psicológicos, lesiones u otro evento traumático, e incluso son comunes en personas que padecen el trastorno por estrés postraumático (TEPT).
- Privación del sueño

Una privación muy prolongada de sueño puede causar fatiga, somnolencia, torpeza, pérdida o aumento de peso, y afecta negativamente al cerebro y las funciones cognitivas. Los cambios en el horario de uno que hace que el sueño sea irregular, que se despierte o que interrumpe o reduce la cantidad de tiempo que uno duerme, pueden aumentar el riesgo de tener pesadillas; el insomnio está asociado con un mayor riesgo de tener dichos sueños.
- Medicamentos

Algunas medicinas, como los antidepresivos, antihipertensivos, betabloqueantes, los tratamientos para la enfermedad de Parkinson, medicamentos para la presión arterial y algunos tratamientos para dejar de fumar, pueden provocar la aparición de pesadillas.
- Abuso de sustancias

El alcohol y el uso de sustancias recreativas, la abstinencia o el consumo de drogas pueden ocasionar pesadillas.
- Comida tardía

Si una persona come antes de dormir, puede incrementar el metabolismo del cuerpo y la actividad cerebral. Irse a la cama con el estómago lleno puede causar ondas cerebrales que inducen pesadillas. 7 de cada 10 personas que comieron helado y barras de caramelo antes de dormir sufrieron pesadillas. Algunos alimentos y bebidas son como la salsa picante, ya que comer eso antes de dormir puede provocar acidez estomacal e inflamación, lo que causa problemas para conciliar el sueño y también sueños estresantes. El picante altera la temperatura del cuerpo, lo cual también altera los sueños. Comer queso u otros lácteos antes de dormir está asociado con la aparición de pesadillas. Posiblemente se deba a que son muy difíciles de digerir y hacen trabajar al intestino de más durante las horas de descanso.
Como una gaseosa o refresco puede tener grandes cantidades de azúcar y cafeína, el refresco hace que el cerebro se mantenga activo y complicaciones de relajación, provocando estrés y sueños indeseables. Al igual que el refresco, el chocolate contiene sustancias que estimulan el cerebro y no lo dejan descansar. La carne roja cuenta con grasas saturadas que provocan un mayor esfuerzo de digestión, evitando que el cuerpo descanse bien y presente estrés.
- Contenido del género de terror

Para algunas personas, la exposición a obras que contengan elementos de terror (persecución, violencia gráfica, tortura, sobresaltos) pueden causan pesadillas debido al cariz perturbador grabado en la memoria reciente. Películas, videojuegos, libros y demás elementos multimedia consumidos en el día o días previos a la aparición de pesadillas pueden ser causa probable de los elementos aterrorizantes que se encuentren oníricamente.

## Diagnóstico
Por lo general, no se realizan pruebas rutinariamente para diagnosticar las pesadillas. Sólo se consideran un trastorno si el sujeto siente angustia o no poder dormir lo suficiente a causa de dichos sueños inquietantes. Para diagnosticar dicho trastorno, el médico revisa la historia clínica del sujeto y sus síntomas. La evaluación puede comprender:
- Examen

Posiblemente, un médico realiza una exploración física con el fin de identificar los trastornos que puedan contribuir a causar esos sueños. Si las pesadillas recurrentes de uno indican ansiedad de fondo, podría derivar a un profesional de salud mental.
- Conversar acerca de síntomas

Se suele diagnosticar en función de la descripción de las experiencias de uno. Se hace preguntas acerca de antecedentes familiares de problemas de sueño, acerca de las conductas durante el sueño y también analizar la posibilidad de tener otros trastornos del sueño según el caso.
- Polisomnografía

Si el sueño de uno se ve muy alterado, el médico recomendaría un estudio del sueño durante la noche para ayudar a determinar si las pesadillas se relacionan con otro trastorno del sueño. Se colocan sensores en el cuerpo que registran las ondas cerebrales, el nivel de oxígeno en la sangre, la frecuencia cardíaca y respiratoria, así como los movimientos oculares y de las piernas mientras uno duerme. También se grabará para documentar el comportamiento de uno durante los ciclos de sueño.

## Tratamiento
No se sabe cuál es el tratamiento para prevenir pesadillas, aunque algunos autotratamientos incluyen evitar películas, programas de televisión y contenido de internet de terror, mantener el estrés al mínimo y realizar un seguimiento de cuándo se producen las pesadillas para determinar la causa. Algunos tratamientos incluyen:
- Seguir una rutina de sueño saludable

Se debe tratar de ir a la cama y despertar a la misma hora todos los días. A menos que una persona se sienta enferma o no haya dormido lo suficiente la noche anterior, se recomienda evitar las siestas durante el día, comer o hacer ejercicio justo antes de dormir y las películas o los libros de miedo antes de ir a dormir.
- Fijar una rutina regular y relajante antes de dormir

Es importante tener una rutina consistente para acostarse. Se puede realizar actividades tranquilas y con calma, como leer libros, resolver rompecabezas o tomar un baño tibio antes de ir a dormir. Los ejercicios de meditación, respiración profunda o relajación también pueden ayudar. Además, se recomienda que el dormitorio sea cómodo y tranquilo para dormir.
- Ofrecer tranquilizantes

Si un sujeto tiene problemas con las pesadillas, mantener la calma, ser paciente y tranquilizarse. Cuando este (por ejemplo, un hijo) se despierte de una pesadilla, reaccionar rápido y tranquilizarlo en la cama. Esto podría prevenir futuras pesadillas.
- Hablar sobre el sueño

Para eso, pedir al sujeto que describa la pesadilla, como qué sucedió, quién estaba en el sueño, el por qué le causaba miedo, etc. Luego, recordar al otro que las pesadillas no son reales (ya que los sueños son imágenes y sucesos que se imaginan mientras uno duerme y se perciben como vívidos y reales) y que no resultará lastimado.
- Imaginar otro desenlace

Si una persona tiene un desenlace atemorizante, un desenlace feliz para la pesadilla puede ayudar; se debe alentar a la persona a hacer un dibujo de la pesadilla, a «hablarle» a los personajes o a escribir sobre la pesadilla en un diario. A veces, un poco de creatividad puede ayudar. Otra forma es imaginar o dibujar un desenlace distinto y tratar de soñar sobre el contenido de la pesadilla pero con un final distinto.
- Controlar el estrés

Si el estrés o la ansiedad son un problema, se debe conversar sobre eso. Se requiere practicar algunas actividades simples para aliviar el estrés, como la respiración profunda o relajación. Un profesional de salud mental puede ayudar, si es necesario.
- Ofrecer medidas de alivio

Una persona podría sentirse más seguro si duerme con su animal peluche favorito (para niños), su manta favorita u otro objeto reconfortante. Se debe dejar abierta la puerta de la habitación de la persona durante la noche para que no se sienta sola. También se debe dejar abierta la puerta de la habitación, en caso de que la otra persona necesite consuelo durante la noche.
- Usar luz nocturna

Mantener una luz encendida de noche en la habitación de la otra persona: si se despierta durante la noche, la luz podría resultarle reconfortante.

## Consecuencias
Las pesadillas pueden tener varias complicaciones y consecuencias, tales como:
- pánico
- angustia
- temor
- enojo
- tristeza
- transpiración
- aflicción
- insomnio
- taquicardia
- respiración rápida
- pupilas dilatadas
- problemas de concentración o memoria
- no dejar de pensar en las imágenes
- fatiga
- baja energía
- somnolencia diurna excesiva
- dificultades en el trabajo, escuela o situaciones sociales
- comportamientos extraños a la hora de dormir
- miedo a la oscuridad
- problemas con las tareas diarias como conducir y concentrarse
- problemas de estado de ánimo o cambios de humor
- depresión
- ansiedad
- resistencia a ir a la cama
- imposibilidad de dormir por temor de tener otra pesadilla
- impacto emocional durante el resto del día
- pensamientos suicidas
- intentos de suicidio

Las pesadillas son frecuentemente recurrentes cuando se tienen familiares con antecedentes de pesadillas, trastornos del sueño u parasomnias del sueño, como hablar durante el sueño.

## En el arte y la literatura
- Henry Fuseli.
- Coleridge.
- Gabriel García Márquez: El 20 de septiembre de 1954, el periodista y escritor Gabriel García Márquez se refirió a sus propias pesadillas durante una entrevista en el programa radial ¿Cuál es su hobby? de la Emisora HJCK.[3]

Hay tres clases de pesadillas: las terroríficas, que son una clase inferior, el tipo perfecto de las pesadillas vulgares; las absurdas, que son las más comunes, y, por último, las pesadillas absolutas, casi imposibles de definir, cuyas diferencias con los sueños más inefables y ordinarios sólo pueden establecerlas los expertos.

El primero (tipo de pesadilla) está reservado exclusivamente a los aprendices. Dentro de ellos se cuenta la indecorosa pesadilla del soñador perseguido por el toro, la de la infinita escalera de caracol y, en general, todas las protagonizadas por animales repugnantes: ratones, murciélagos, serpientes, arañas. Son pesadilla demasiado fáciles que, por lo general, se evitan con un buen laxante como el 'delirium trémens'.

... Cualquier persona con una experiencia mínima en el hábito de los sueños puede incorporarse en la mitad de una pesadilla absurda y llamarla al orden. La típica pesadilla absurda, absolutamente indecorosa, es la del hombre que sueña que está espulgándose a sí mismo con la destroncada cabeza puesta en las rodillas. Padecer esa clase de pesadillas es confundir el hobby con la esquizofrenia...

- Jorge Luis Borges: En una conferencia dictada en 1977 habló de sus pesadillas particulares e hizo una reseña histórica de las diversas interpretaciones de las pesadillas. Esta charla se encuentra en la recopilación publicada bajo el título de "Siete noches".[4][5]

## Folklore
La explicación popular de la pesadilla como ataque de un ser sobrenatural puede observarse en estos dos testimonios, español el primero y neohelénico el segundo:

La Pesanta, perrazo negro, grueso y pesado cual plomo, intensamente peludo, con una terrible pata de hierro, con la que zurra a cuantos halla a su paso de noche por la calle. Pasa por el ojo de las cerraduras, por debajo de las puertas y, si le precisa, se filtra por las paredes. Se complace poniéndose encima del pecho durante el sueño y oprime la respiración, provocando pesadillas y sueños muy agitados y desesperados.
Joan Amades, «Los ogros infantiles», Revista de Dialectología y Tradiciones Populares, 13, 1957, p. 262.

La Mora es una Lamna rica y muy poderosa. Pasea solo de noche y cada vez que se encuentra en su camino a hombres que duermen se sienta en su pecho y los aplasta. Y es tan pesada que aquél al que aplasta muge como un buey. Sin embargo, si el hombre no está sumido en el sueño y la ve y le arrebata su fez, entonces, cualquier cosa que le pida, riqueza y pelo, se lo dará, con tal de que le devuelva el fez.
Nikolaos Politis, Tradiciones, nº 899.